# Францішак Карю
Францішак Карю (біл. Францішак Ксаверый Караў, пол. Franciszek Ksawery Kareu (Karü), лат. Franciscus Xaverius Kareu; 10 грудня 1731, Орша, тепер Оршанський район, Вітебська область, Білорусь — 30 липня 1802, Полоцьк)  — білоруський архітектор, представник архітектури бароко; педагог. Професор архітектури. Генеральний вікарій Товариства Ісуса (1799—1802).

## Біографія
Народився в англійській родині, яка осіла в Білорусі. У 1754 р. приєднався до ордену єзуїтів. Навчався в єзуїтських колегіумах Орші та Пінська (тут у 1762 році був висвячений на священника), а потім у Полоцьку під керівництвом професора Гавриїла Ленкевича вивчав архітектуру. Місіонер в Мінську і Фащовцях (1763—1765), Слуцьку (1767—1768), був префектом будівництва в Несвізькому єзуїтському колегіумі (1765—1768).
У 1768 році він почав викладати в Полоцькому єзуїтському колегіумі спочатку як професор філософії та математики і префект будівництва (1768–1772), а потім як професор архітектури (1772–1773) та теології (1775 –1778). У вирішальні для Товариства Ісуса роки після публікації Касаційного брева Dominus ac Redemptor (1773) працював під керівництвом Станіслава Черневича та Гавриїла Лянкевича заради Ордена.
З 1779 р. — віце-ректор, а з 1782 р. — ректор Оршанського єзуїтського колегіуму і одночасно провінціал Білорусі. З 1785 р. — помічник генерального вікарія Гавриїла Ленкевича. 1 жовтня 1785 року був головою комісії (входили також Гераній Віхерт, Міхал Боровський та Габріель Грубер), обраний Другою Полоцькою генеральною конгрегацією для проведення шкільної реформи в єзуїтських колегіумах. За рік був розроблений «План занять» (Ratio Studiorum), який розширив сферу викладання точних наук та сучасних мов у цих навчальних закладах.
У 1786—1799 рр. — ректор Полоцького колегіуму. Під час його керування в колегіумі почала працювати друкарня, яка відіграла важливу роль у діяльності білоруських єзуїтів.
Після смерті в листопаді 1798 року Гавриїла Ленкевича з дозволу імператора Павла I Ф. Карев скликав третю Полоцьку загальну конгрегацію, яка одностайно його обрала генеральним вікарієм. Після затвердження ордену єзуїтів у Російській імперії папою Пієм VII у березні 1801 року (бреве Catholicae fidei) став генералом Товариства Ісуса в Росії. Завдяки його активній участі єзуїти отримали церкву св. Катерини в Петербурзі (1800) та відкрили в столиці державні школи (1801) та гуртожитки (1802).
Керував будівництвом єзуїтської церкви в Полоцьку. У 1763—1764 роках брав участь у монументально-декоративному оздобленні єзуїтської церкви в Мінську. Відновив Оршанську церкву та збудував особняк для відпочинку місцевих єзуїтів. У полоцькому передмісті збудував церкву для вірних церкву Гробу Господнього.